# Adelchis
Flavio Adalgiso (Adelchis) fue rey de Italia y rey de los lombardos entre los años 759-774 y Patricio de Constantinopla (774). Era hijo de Flavio Desiderio y nieto de Flavio Aistolfo. Contrajo matrimonio con Gisela, hermana de Carlomagno; pero el matrimonio fue disuelto por la posterior ruptura entre los francos y los longobardos.
Participó activamente en la decisiva batalla del año 774 contra el ejército de Carlomagno. Tuvo la tarea de vigilar el valle de Aosta, decantándose probablemente ante Ivrea, mientras que el grueso del ejército longobardo era dirigido por Desiderio en el valle de Susa. En el choque de las fuerzas contra el ejército franco encabezado por Carlomagno, Adelchi marchó contra las columnas encabezadas por Bernardo, el tío del rey franco.
Los vencidos se replegaron desordenadamente al Valle del Po; Desiderio se arrinconó en la capital, Pavía, mientras que Adelchi se retiró a Verona, llevando consigo a sus parientes e hijos de Carlomán I, hermano fallecido de Carlomagno, que los longobardos habían querido imponer en el trono franco. Tras la caída de Verona, en 773-774, y de Pavía (774), el Reino longobardo pasó a estar bajo la corona de Carlomagno y Adelchi se refugió en Constantinopla (774), donde recibió el título de Patricio.
Hacia el año 775 incursionó en una serie de ataques contra Roma y Benevento, y al parecer tomó parte en la rebelión del duque Tasilón III de Baviera, su cuñado en ese momento.
Desde Constantinopla, invadió en el año 787 Calabria para tratar de recuperar el reino longobardo y hacerse con el poder, pero fracasó su intento de invadir Italia por el sur.
Adelchis falleció probablemente hacia el año 789 en Constantinopla.

## Familia
Cónyuge: Gisela: princesa de los francos y reina de los lombardos.
Hijos:
- Liutprando.
- Romualdo.
- Grimoaldo.
- Everardo.[2]
- N.N.